# David Murray (Maler)

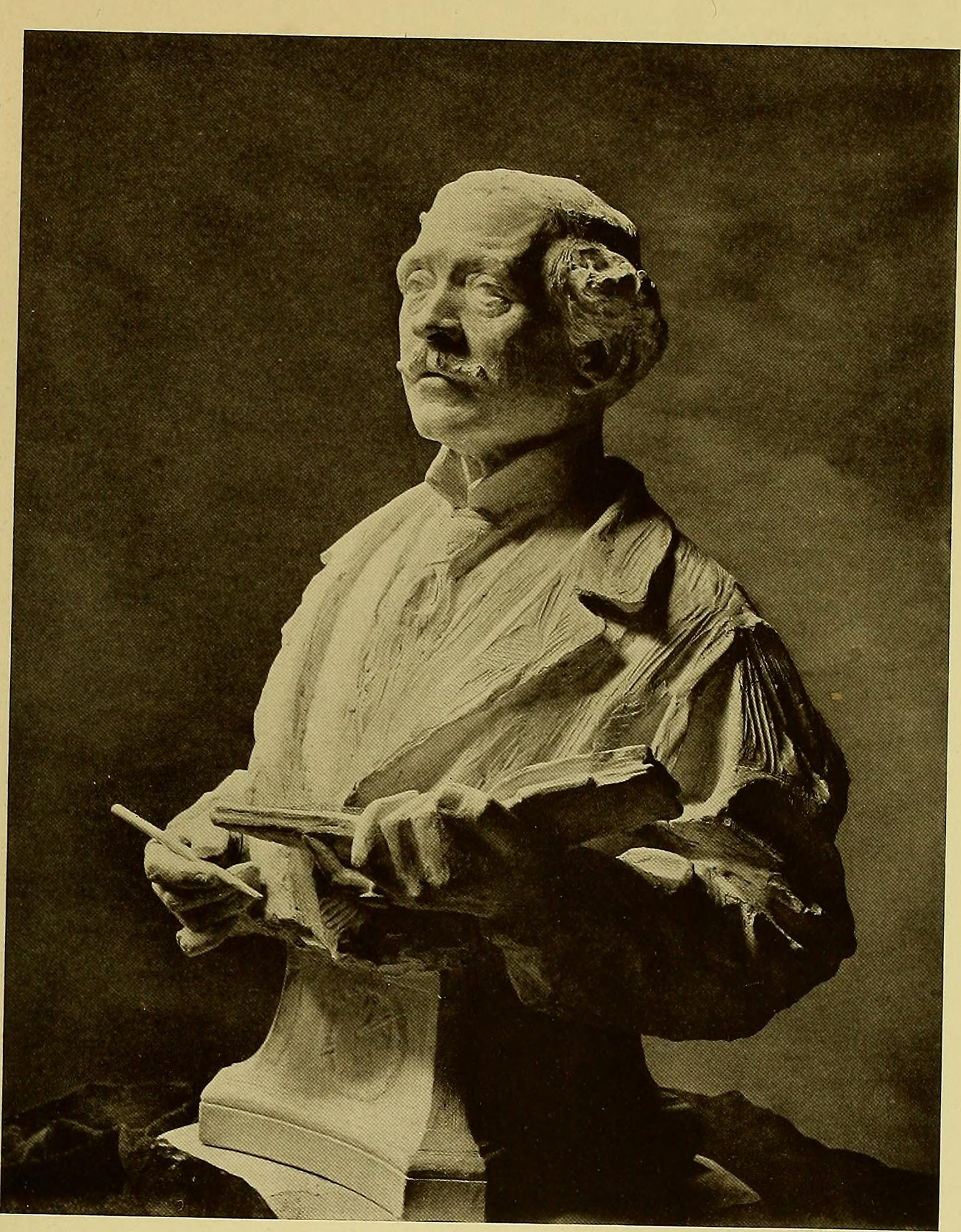
Sir David Murray. Büste von Emil Fuchs

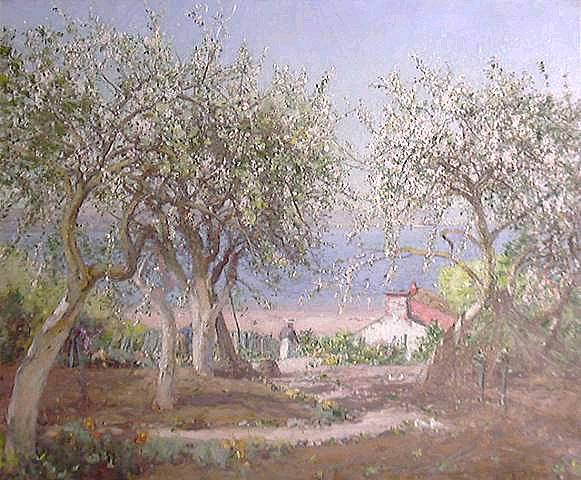
David Murray: Happy England

Sir David Murray RA (* 29. Januar 1849 in Glasgow, Schottland; † 14. November 1933 in Marylebone, England) war schottischer Landschaftsmaler.

## Leben
Murray war der Sohn des Schumachers James Murray und war zunächst in einer Handelsfirma in Glasgow tätig. Er besuchte abends den Unterricht in Malerei bei Robert Greenlees an der Glasgow School of Art. Etwa ab 1875 begann er selbst zu malen. Er ging 1882 nach London, wo er erste Erfolge feierte. Das Gemälde My Love has gone a-Sailing, das er im Jahr 1884 ausstellte, wurde von der Tate Gallery erworben. Am 25. Januar 1905 wurde er zum Vollmitglied in die Royal Academy of Arts gewählt, 1917 wurde er Präsident des Royal Institute of Painters in Water Colours und 1918 zum Ritter geschlagen. Während seines Aufenthalts in London war Murray in den Studios von Millais am Portland Place untergekommen. Seine frühen Bilder zeigten zumeist schottische Landschaften später kamen die Motive mehr aus dem Süden Englands oder vom Kontinent.
Seine Werke sind in verschiedenen britischen Museen ausgestellt, darunter der Royal Academy und der Royal Scottish Academy.